# Ólafsfjörður
Ólafsfjörður je malé rybářské město na severu Islandu, v severní části poloostrova Tröllaskagi, mezi jezerem Ólafsfjarðarvatn a fjordem Ólafsfjörður, boční zátokou velkého fjordu Eyjafjörður. Přes město vede silnice č. 82, která tunely spojuje nedaleké hlavní město Siglufjörður obce Fjallabyggð, jejíž částí je i Ólafsfjörður. Žije zde 792 obyvatel.

## Historie
Město vzniklo na konci 19. století jako rybářský přístav. Rozvoj nastal v čtyřicátých a padesátých letech 20. století, kdy se stalo střediskem lovu sardinek, stejně jako sousední město Siglufjörður. S úpadkem odvětví rybolovu ztrácela osada na významu. Nyní obyvatelé nadále žijí z lovu ryb a cestovního ruchu. Je rozvíjená sportovní a rekreační oblast, mimo jiné lyžařské trasy. V Ólafsfjörður se nachází skokanský můstek K15.
Město je propojeno s okolním regionem dvěma tunely, které byly postaveny v roce 1991 a 2010.

## Partnerství
- Hillerød, Dánsko